# Saint Géry-Vers
Saint Géry-Vers is een gemeente in het Franse departement Lot in de regio Occitanie en maakt deel uit van het arrondissement Cahors. De gemeente telde 912 inwoners op 1 januari 2022.

## Ontstaan
Saint Géry-Vers is op 1 januari 2017 ontstaan door de fusie van de gemeenten Saint-Géry en Vers.

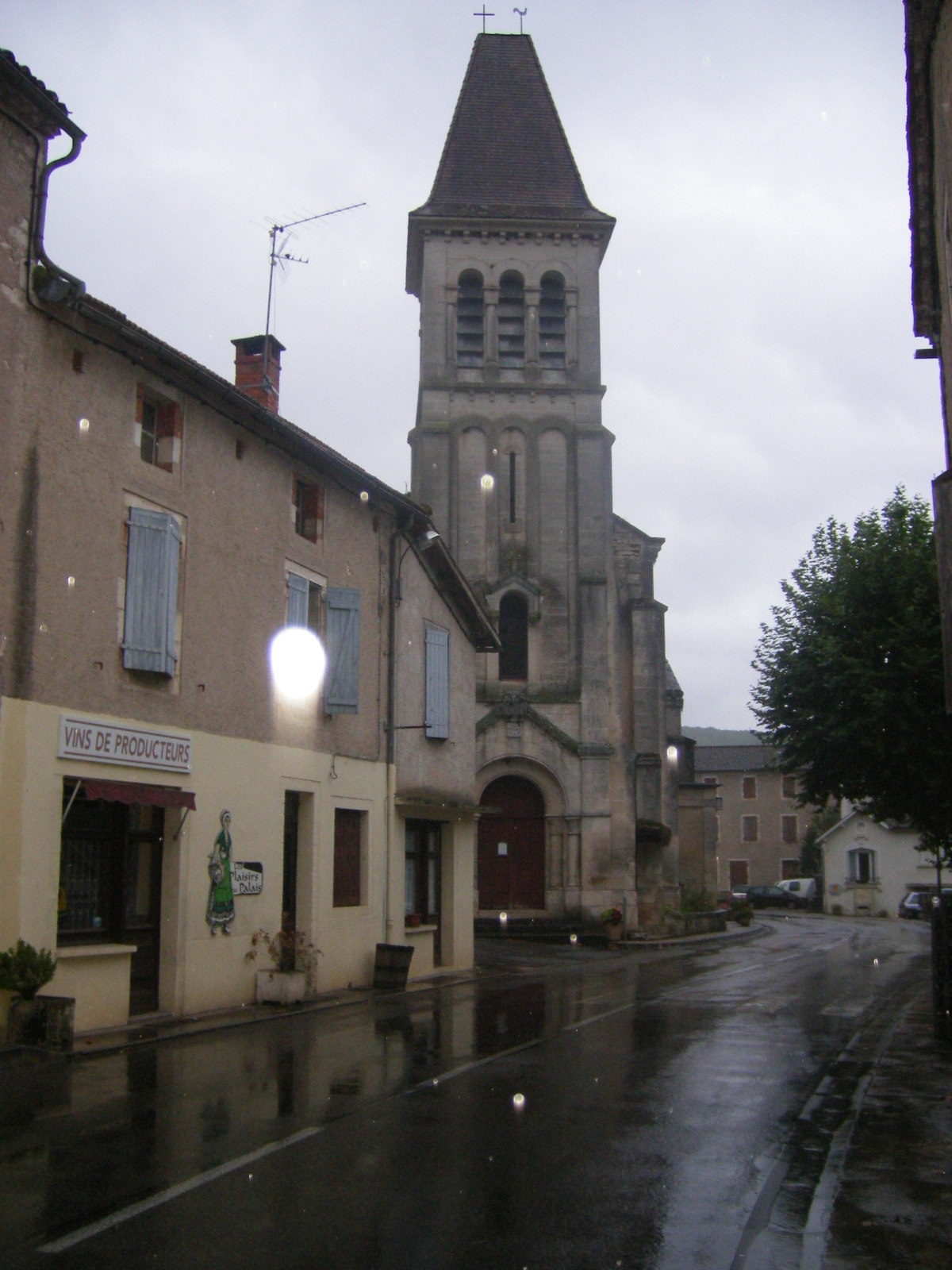
Saint-Géry
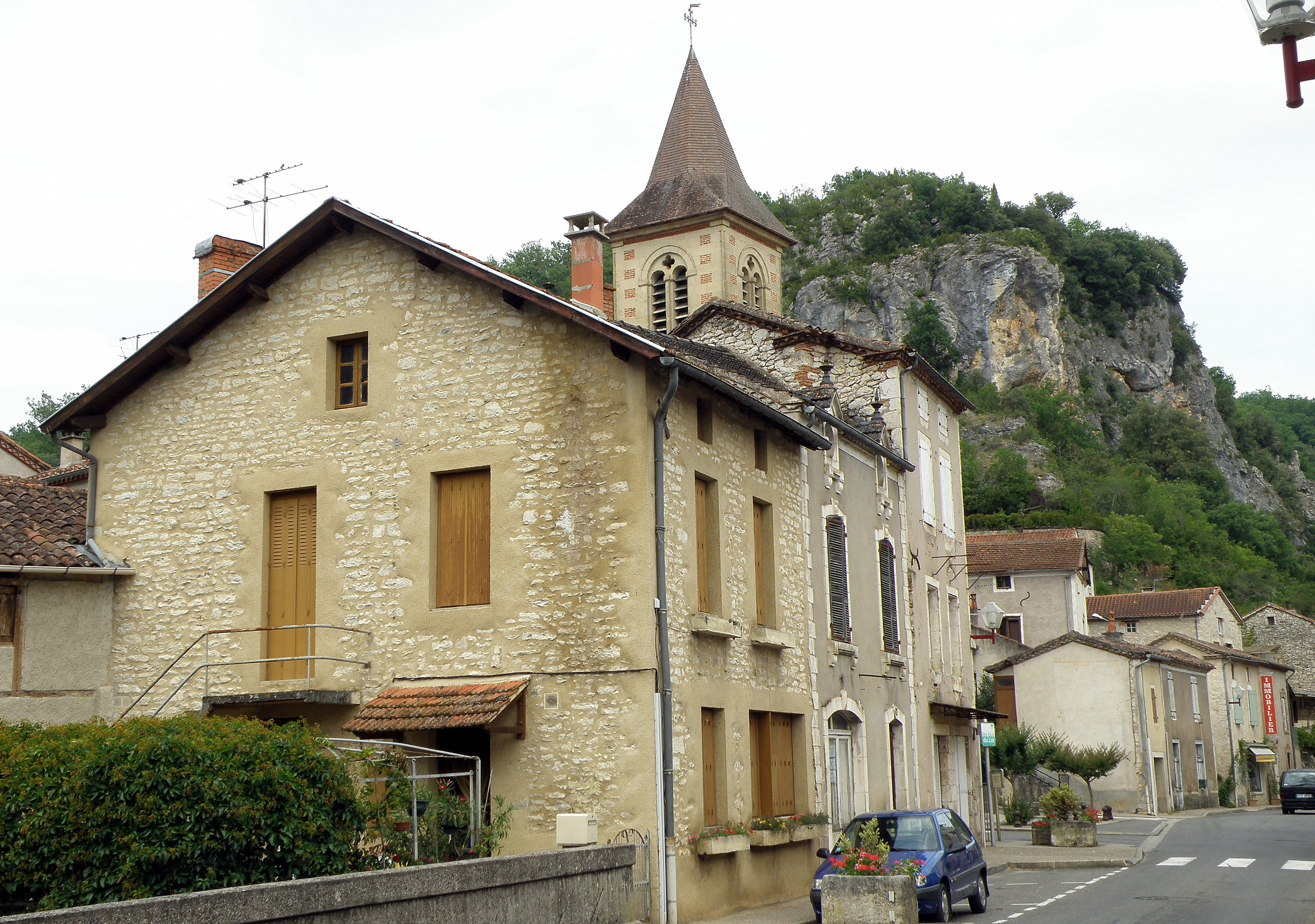
Vers

## Geografie
De oppervlakte van Saint Géry-Vers bedroeg op 1 januari 2022 31,52 vierkante kilometer; de bevolkingsdichtheid was toen 28,9 inwoners per km².

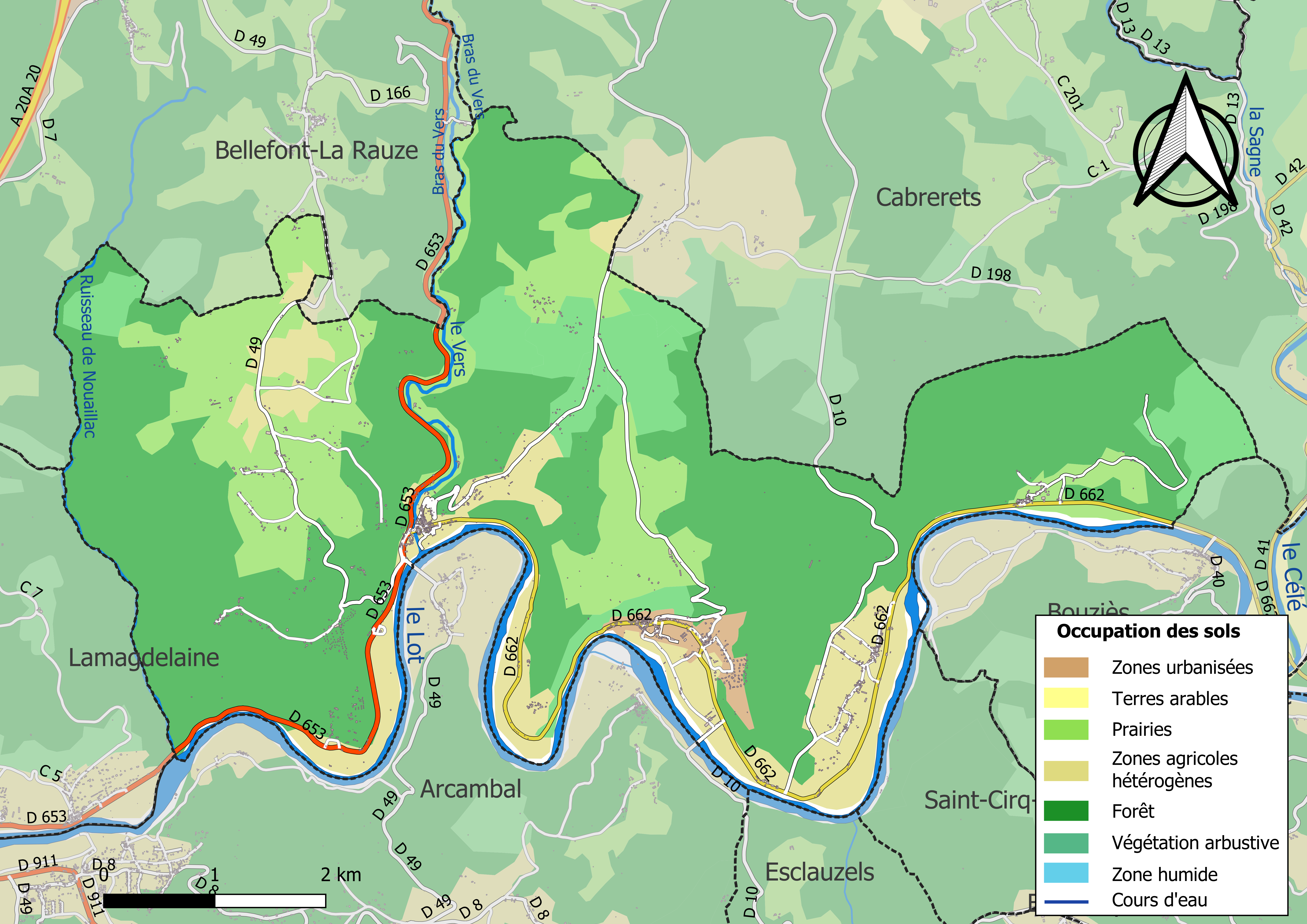
Kaart van de gemeente met de belangrijkste infrastructuur, bodemgebruik en omliggende gemeenten